# Detector Txerenkov

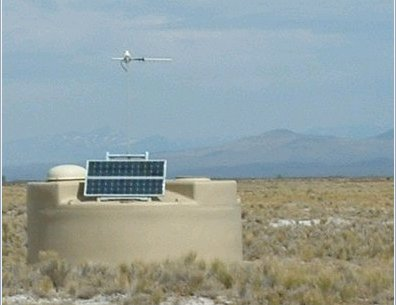
Detector Txerenkov vist de front un camp de Malargüe (Argentina)

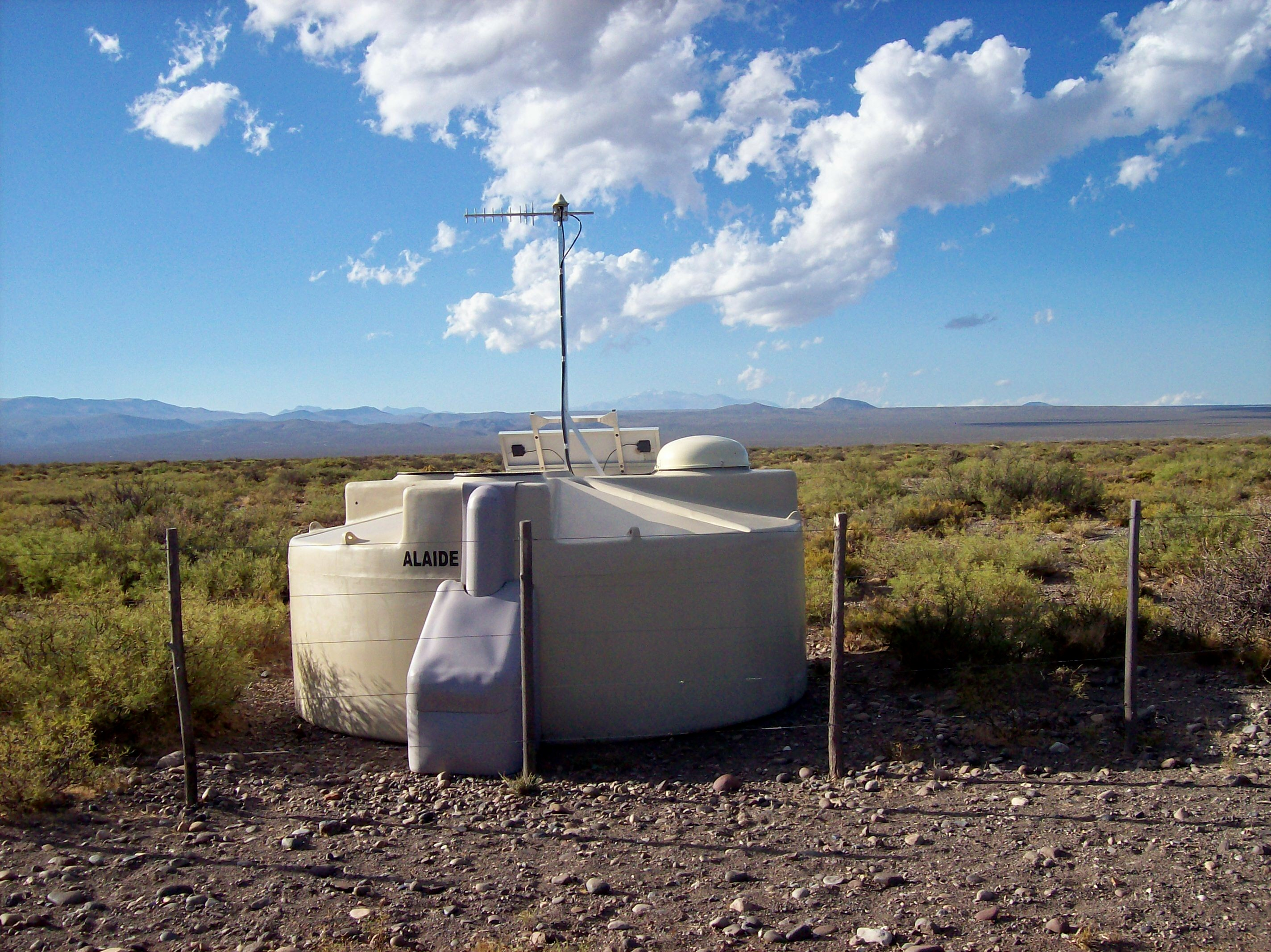
Part posterior d'un tanc Txerenkov

El  detector Txerenkov  té com a finalitat registrar la caiguda de raigs còsmics. Es basa en l'anomenat efecte Txerenkov (en honor de Pàvel Txerenkov, premi Nobel de física el 1958, per haver-ho descobert). Aquest es produeix quan una partícula carregada es mou en un medi transparent amb velocitat major que la que tindria la llum en aquest medi. En aquesta situació es produeix una pertorbació electromagnètica que origina una emissió de llum, anàlogament a com un vaixell ràpid crea un deixant en navegar en aigües en repòs. La llum de la partícula és emesa dins dels límits d'una superfície de forma cònica, on el vèrtex és el punt en què la partícula va entrar al detector i la directriu és la direcció del seu moviment. Un tanc d'aigua hermètic i fosc resulta un bon detector del rastre de la partícula si se li addicionen fotomultiplicadors.
L'Observatori Pierre Auger, situat a la ciutat de Malargüe, a la província de Mendoza, Argentina, creat per de detectar les pluges de raigs còsmics, fa ús d'aquest tipus de detectors.
Es construeix en tancs cilíndrics tancats que contenen una bossa també cilíndrica de polietilè, fabricada en el lloc per estudiants locals que segueixen les directrius de la Universitat de Colorado. Aquesta bossa, dita tècnicament sachet o liner, es troba plena de 12.000 litres d'aigua d'extrema puresa i en la qual la partícula deixa el seu rastre. Els sensors envien la informació a una estació central que processa les dades. Els tancs en si mesuren aproximadament 3,5 m de diàmetre i més d'un metre i mig d'alt. Es troben emplaçats a 1,5 km de distància entre ells, formant una xarxa que cobreix uns 3.000 km². Una cel·la unitària conté els detectors, i cada detector conté fotomultiplicadors a la part superior, un panell solar i plaques electròniques d'adquisició de dades i de comunicacions que registren i transmeten la intensitat de la radiació produïda per la pluja en travessar el detector transparent d'aigua pura.
La idea és construir uns 1.600 tancs que treballin al costat de detectors de fluorescència per captar els raigs amb més precisió.